# 원제훈
원제훈(元齊焄, 2005년 2월 9일 ~ )은 대한민국의 바둑 기사이다.

## 약력
제주도 서귀포 출신으로 8세 경에 바둑을 시작했다. 2014년 8월 한화생명배 세계어린이국수전에서 유단자부 우승을 차지했고, 같은해 10월에는 문화체육관광부장관배 바둑대회에서 저학년부 우승을 차지했다. 2015년 1월, 역대 최연소로 한국기원 연구생리그에 들어갔고 8월에 중국 하얼빈에서 열린 제32회 세계청소년바둑대회에 한국 대표로 참가했다. 충암바둑도장에서 최규병, 김대용, 황진형 사범의 바둑 지도를 받았다. 2021년 5월, 2020 영재연구생 입단대회를 통해 프로바둑에 입단했다. 2022년에 2단으로 승단했다.